# Phyllodes enganensis
Phyllodes enganensis är en fjärilsart som beskrevs av Swinhoe 1904. Phyllodes enganensis ingår i släktet Phyllodes och familjen nattflyn. Inga underarter finns listade i Catalogue of Life.